# 王泉媛
王泉媛（1913年—2009年4月5日），原名欧阳泉媛，女，江西吉安人，中国工农红军战士，曾任江西省政协委员。

## 家庭
1935年与王首道结婚，长征途中二人分别，直至1982年重逢。